# Sebastiano Vecchiola
Sebastiano Vecchiola (San Benedetto del Tronto, 23 maggio 1970) è un dirigente sportivo ed ex calciatore italiano, di ruolo centrocampista.

## Carriera

### Giocatore
Ha militato in diverse squadre professionistiche italiane, raggiungendo i suoi livelli più alti in serie A con l'Ancona, dove riesce a segnare 4 reti nella serie A 1992-1993 e poi nella Reggiana; ha inoltre vestito le casacche di svariate squadre di serie B fra cui l'Atalanta, il Venezia, il Genoa e il Napoli.
Con la maglia dell'Ancona ha disputato pure la finale della Coppa Italia 1993-1994 persa contro la Sampdoria (nella gara di ritorno fu autore di una sfortunata autorete).
Tra il 2001 e il 2003 ha militato nel Mestre, prima di fare ritorno ad Ancona, dove ha chiuso la carriera professionistica.

### Dirigente
Nel 2011 entra nell'organigramma del Grottammare occupandosi dapprima del settore giovanile, divenendone poi nel 2013 il direttore sportivo.